# Euchoeca cichisa
Euchoeca cichisa är en fjärilsart som beskrevs av Louis Beethoven Prout 1939. Euchoeca cichisa ingår i släktet Euchoeca och familjen mätare. Inga underarter finns listade i Catalogue of Life.